# 9 Monkeys of Shaolin
9 Monkeys de Shaolin est un jeu vidéo développé par l'équipe russe Sobaka studio et édité par Ravenscourt et Buka Entertainment avec Teyon au Japon et Sonkwo en Chine.

## Histoire
Il y a cinq clans / gangs / groupes ennemis dans le jeu, un pour chaque chapitre. 
1. Le Clan Vert - des pirates aux pieds nus
2. Le Clan Rouge - des pirates mais en plus professionnels
3. Le clan jaune - une secte ninja mystique
4. Le Clan Blanc - un grand clan de samouraïs Shimazu
5. Le Clan Noir - des moines restants d'Enryaku-ji et leurs associés

Chaque chef de clan porte un masque du théâtre japonais Nô, qui reflète sa personnalité. Les noms des chefs sont des pseudonymes tirés ceux donnés aux masques.

## Système de jeu
À la fin de chaque mission, le joueur obtient des points d'amélioration qui peuvent être dépensés dans le camp du moine enseignant. Il existe trois types d'objets: les armes (bâtons, lances), les chaussures (pantoufles) et les chapelets. Les armes sont principalement responsables des attaques du personnel; les chaussures sont responsables des attaques de saut et des esquives; et les chapelets sont responsables du Qi et des effets des sceaux. Le joueur peut prendre un élément de chaque catégorie dans chaque niveau. 
Il existe 6 types d'ennemis, qui diffèrent principalement par leur apparence, leurs points de santé et leurs techniques: Thugs, Ashigaru, Ninja, Samurai, Ghosts et Sōhei. Chaque type d'ennemi peut avoir des armes différentes, et par conséquent, des techniques et des versions d'attaque différentes. Par exemple, les Ashigaru peuvent être armés d'une lance, d'une épée ou d'un arquebuse, et dans chaque cas, ils ont un style de combat différent ainsi que quelques différences au niveau de l'apparence. 
Le mode multijoueur est disponible en tant que mode coopératif de la même campagne d'histoire qu'en mode solo. Deux joueurs peuvent participer au mode coopératif, en ligne ou sur un réseau local. 

## Développement
9 Monkeys of Shaolin a été annoncé à la Game Developers Conference 2018 via le programme ID@Xbox,. Une nouvelle version de démonstration a été présentée à la Gamescom 2018 dans la Indie Arena Booth et dans la IgroMir 2018. Le jeu a reçu le prix Critics 'Choice à l'Indie Cup Summer 2018 et le Grand Prize, Best Desktop, Excellence in Game Design, Visual Art, Audio nominations aux DevGAMM Awards,. Il est prévu de sortir le 16 octobre 2020. 